# Заовражье (городской округ Клин)
Заовражье — деревня в Клинском районе Московской области, в составе Воронинского сельского поселения. Население — 23 чел. (2010). До 2006 года Заовражье входило в состав Воронинского сельского округа
Деревня расположена в северной части района, примерно в 10 км к северо-востоку от райцентра Клин, по правому берегу реки Лутосня (правый приток Сестры), высота центра над уровнем моря 139 м. Ближайшие населённые пункты — Воронино на противоположном берегу реки, Шевляково в полукилометре на юго-запад и Гафидово, также в полукилометре на юго-восток. Через деревню проходит автодорога А108 Московское большое кольцо, здесь же начинается региональная автодорога 46Н-03760 (автотрасса М10 «Россия»— Московское большое кольцо).

## Население
| 2002 | 2006 | 2010 |
| ---- | ---- | ---- |
| 10   | ↘9   | ↗23  |